# Erga omnes
Erga omnes (latin: "over for alle") anvendes ofte i juridisk sprogbrug for at beskrive retlige forpligtelser eller rettigheder overfor enhver. Ejendomsretten anses f.eks. for en erga omnes-rettighed, som skal beskyttes imod enhver krænkelse. En erga omnes rettighed (en lovmæssig ret) skal i den sammenhæng skelnes fra en rettighed, der bygger på et kontraktforhold, og som kun kan kræves overholdt af den kontraktlige modpart (inter partes).
I Danmark ret tales der også om at domme har retskraft inter partes men får virkning erga omnes. Med det menes at en dom formelt set kun afgør en tvist mellem parterne, men da man må forvente at en lignende sag vil ende på samme måde indretter samfundet sig efter dommen således at virkningen reelt er erga omnes
I international ret har den været brugt som et begreb, der beskriver enkelte, suveræne staters forpligtelser overfor statssamfundet som helhed. En erga omnes forpligtelse findes på grundlag af den universelle og ubetvivlelige interesse i at fastholde afgørende rettigheder (og i at forhindre overtrædelser af dem). Derfor har enhver stat retten til at rejse sag ved overtrædelser. Eksemplerne på normer af erga omnes-typen omfatter pirateri, folkedrab, slaveri og racediskrimination. Begrebet blev knæsat ved Den Internationale Domstols afgørelse i den såkaldte Barcelona Traction-sag [(Belgien kontra Spanien) (anden fase) ICJ Rep 1970 3 i paragraf 33]:
""… man må indføre en afgørende skelnen mellem en stats forpligtelser overfor det international samfund som helhed og de forpligtelser, der opstår i forhold til en anden stat vedrørende diplomatisk immunitet. De førstnævnte er i selve deres natur alle staters anliggende. I betragtning af, hvor vigtige de omhandlede rettigheder er, må alle stater anses for at have en retlig interesse i at beskytte dem; de er forpligtelser erga omnes.
[fra § 34] Disse forpligtelser afledes f.eks. i moderne, international ret af forbuddet mod aggressive handlinger og folkedrab, men også af de principper og regler, der gælder den menneskelige persons grundlæggende rettigheder, heri indbefattet beskyttelse mod slaveri og racediskrimination. Nogle af de beskyttelsesrettigheder, der har sammenhæng dermed, er optaget i den almindelige, internationale lovmasse . . . andre er taget i brug af internationale organer af en universel eller quasiuniversel karakter."
Det har også været diskuteret i hvilken grad erga omnes princippet kan finde anvendelse, såfremt en norm (regel) der beskytter miljøet opnår karakter af jus cogens. For eksempel en regel søger at begrænse udledningen af drivhusgasser.